# Józef Baum von Appelshofen
Baron Józef Baum von Appelshofen (12. října 1821 Kopytówka – 11. března 1883 Vídeň) byl rakouský šlechtic a politik polské národnosti z Haliče, v 2. polovině 19. století poslanec Říšské rady.

## Biografie
Byl šlechtického původu. Pocházel ze šlechtického rodu saského původu, který se usadil v Polsku na přelomu 17. a 18. století.
Narodil se roku 1821. Vystudoval gymnázium v Nowym Sączu. Otec ho pak poslal do Vídně na vojenskou školu, kde se Józef stal důstojníkem. Už roku 1844 ale z armády odešel a usadil se na rodinném statku v Kopytówce. Oženil se s Walerií Dunin z Łabędź. Ve 40. a 50. letech 19. století se věnoval správě svého panství a získal si respekt mezi místními rolníky. Na přelomu 60. a 70. let prošel statek v Kopytówce celkovou přestavbou v novogotickém slohu.
V roce 1861 se stal poslancem Haličského zemského sněmu za obvod Wadowice, Andrychów, v kurii venkovských obcí. Když v roce 1863 vypuklo protiruské lednové povstání, podpořil Baum polské povstalce a patřil do povstaleckého výboru pro západní Halič. V Krakově pomáhal s organizováním nepravidelných polských jednotek. 28. srpna 1863 byl rakouskými úřady zatčen. V červnu 1864 byl ale zproštěn obvinění pro nedostatek důkazů. V listopadu 1865 rezignoval na mandát v zemském sněmu.
Koncem 60. let s prosazením haličské autonomie se vrátil do politického života. Byl rovněž poslancem Říšské rady (celostátního parlamentu), kam usedl v prvních přímých volbách roku 1873 za kurii venkovských obcí v Haliči, obvod Wadowice, Myślenice atd. Mandát zde obhájil ve volbách roku 1879. Poslancem byl až do své smrti. Pak ho v parlamentu vystřídal Ignacy Zapałowicz. V roce 1873 se uvádí jako statkář, bytem Kopytówka. V roce 1873 zastupoval federalistickou slovanskou opozici. Patřil mezi hlavní postavy parlamentní frakce Polský klub. V jeho rámci zastupoval konzervativní křídlo. Zastával funkci místopředsedy Polského klubu.
Zemřel v březnu 1883 ochrnutím srdce. Již po několik let trpěl nemocí srdce. Zemřel náhle během rozhovoru s poslancem Tomaszem Horodyskim.